# Olios malagassus septifer
Olios malagassus là một phân loài nhện trong họ Sparassidae.
Loài này thuộc chi Olios. Olios malagassus septifer được Embrik Strand miêu tả năm 1908.